# Eleição municipal de Mossoró em 2020
A eleição municipal da cidade de Mossoró em 2020 aconteceu no dia 15 de novembro de 2020 (turno único), elegendo um prefeito, um vice-prefeito e 23 vereadores responsáveis pela administração da cidade, com início em 1° de janeiro de 2021 e término em 31 de dezembro de 2024. A prefeita titular, à época da eleição, era Rosalba Ciarlini, do Progressistas (PP), que concorria à reeleição.
Originalmente, as eleições ocorreriam em 4 de outubro (primeiro turno) e 25 de outubro (segundo turno) (para cidades acima de 200 mil habitantes), porém, com o agravamento da pandemia do novo coronavírus, causador da Covid-19, as datas foram modificadas pela Emenda Constitucional nº 107/2020.
Seis candidatos concorrerem ao executivo municipal. O candidato Allyson Bezerra, do Solidariedade, então deputado estadual eleito em 2018, sagrou-se vencedor na disputa para prefeito, recebendo 47,52% dos votos válidos em turno único, derrotando Rosalba, candidata a reeleição ao cargo, que obteve 42,96% dos votos válidos.

## Contexto político e pandemia
As eleições municipais de 2020 foram marcadas, antes mesmo de iniciada a campanha oficial, pela pandemia de COVID-19 no Brasil, o que fez com que os partidos remodelassem suas estratégias de pré-campanha. O Tribunal Superior Eleitoral (TSE) autorizou os partidos a realizar as convenções para escolha de candidatos aos escrutínios por meio de plataformas digitais de transmissão, para evitar aglomerações que possam proliferar o coronavírus. Alguns partidos recorreram a mídias digitais para lançar suas pré-candidaturas. Além disso, a partir deste pleito, entrou em vigor a Emenda Constitucional 97/2017, que proíbe a celebração de coligações partidárias para as eleições legislativas, o que poderia gerar um inchaço de candidatos ao legislativo. Conforme reportado pela imprensa nacional à época, o país chegou a ultrapassar a marca de 1 milhão de candidatos a prefeito, vice-prefeito e vereador naquele escrutínio.

## Candidatos

### Deferidos
Nota: a tabela a seguir está organizada por ordem alfabética de candidatos.
| Prefeito(a)       | Prefeito(a) | Prefeito(a)   | Vice-prefeito(a) | Vice-prefeito(a) | Vice-prefeito(a) | Coligação                                                                                            | Nº |
| Candidato         | Partido     | Partido       | Candidato        | Partido          | Partido          | Coligação                                                                                            | Nº |
| ----------------- | ----------- | ------------- | ---------------- | ---------------- | ---------------- | --- | -- |
| Allyson Bezerra   |             | Solidariedade | Fernandinho      |                  | PSD              | "Muda Mossoró" (Solidariedade / PSD)                                                                 | 77 |
| Cláudia Regina    |             | DEM           | Dr. Daniel       |                  | PSL              | "Juntos por Mossoró" (DEM / PSL / PMB / PSB)                                                         | 25 |
| Isolda Dantas     |             | PT            | Gutemberg Dias   |                  | PCdoB            | "Mossoró que o povo quer" (PT / PCdoB / PV / Avante / PROS)                                          | 13 |
| Ceição            |             | PTB           | Nuhara           |                  | PMN              | "Mossoró para Todos" (PTB / PMN)                                                                     | 14 |
| Professor Ronaldo |             | PSOL          | Yasmin           |                  | PSOL             | Sem coligação                                                                                        | 50 |
| Rosalba Ciarlini  |             | PP            | Jorge do Rosário |                  | PL               | "Força do povo" (PP / Republicanos / PDT / MDB / REDE / PSC / PL / Cidadania / DC / Patriota / PSDB) | 11 |

## Resultado

### Prefeito
Fonte: TSE
| Candidato(a)                    | Vice                   | 1º turno 15 de novembro de 2020 | 1º turno 15 de novembro de 2020 |
| Candidato(a)                    | Vice                   | Votos                           | Porcentagem                     |
| ------------------------------- | ---------------------- | ------------------------------- | ------------------------------- |
| Allyson Bezerra (Solidariedade) | Fernandinho (PSD)      | 65.297                          | 47,52%                          |
| Rosalba Ciarlini (PP)           | Jorge do Rosário (PL)  | 59.034                          | 42,96%                          |
| Isolda Dantas (PT)              | Gutemberg Dias (PCdoB) | 8.051                           | 5,86%                           |
| Cláudia Regina (DEM)            | Dr. Daniel (PSL)       | 4.046                           | 2,94%                           |
| Professor Ronaldo (PSOL)        | Yasmin (PSOL)          | 611                             | 0,44%                           |
| Ceição (PTB)                    | Nuhara (PMN)           | 378                             | 0,28%                           |
| Total de votos válidos          | Total de votos válidos | 137.417                         | 100%                            |
| → Votos válidos                 | → Votos válidos        | 137.417                         | 94,28%                          |
| → Votos brancos                 | → Votos brancos        | 2.282                           | 1,57%                           |
| → Votos nulos                   | → Votos nulos          | 6.052                           | 4,15%                           |
| Total de votos                  | Total de votos         | 145.751                         | 100%                            |
| → Comparecimento                | → Comparecimento       | 145.751                         | 82,85%                          |
| → Abstenção                     | → Abstenção            | 30.181                          | 17,15%                          |
| Inscritos                       | Inscritos              | 175.932                         | 100%                            |

| Partido | Partido       | Candidato | Votos   | Votos (%) |
| ------- | ------------- | --------- | ------- | --------- |
|         | Solidariedade | Allyson   | 65 297  | 47,52%    |
|         | PP            | Rosalba   | 59 034  | 42,96%    |
|         | PT            | Isolda    | 8 051   | 5,86%     |
|         | DEM           | Cláudia   | 4 046   | 2,94%     |
|         | PSOL          | Ronaldo   | 611     | 0,44%     |
|         | PTB           | Ceição    | 378     | 0,28%     |
| Totais  | Totais        | Totais    | 137 417 |           |